# Tomopterna cryptotis
Tomopterna cryptotis (tên tiếng Anh: Common Sand Frog) là một loài ếch trong họ Ranidae.
Nó được tìm thấy ở Angola, Botswana, Cameroon, Djibouti, Eritrea, Ethiopia, Kenya, Lesotho, Malawi, Mali, Mauritanie, Mozambique, Namibia, Niger, Nigeria, Senegal, Somalia, Nam Phi, Sudan, Swaziland, Tanzania, Uganda, Zambia, Zimbabwe, có thể cả Bénin, có thể cả Burkina Faso, có thể cả Cộng hòa Trung Phi, có thể cả Chad, và có thể cả Guinea.
Các môi trường sống tự nhiên của chúng là xavan khô, vùng đất có cây bụi nhiệt đới hoặc cận nhiệt đới, đồng cỏ khô nhiệt đới hoặc cận nhiệt đới vùng đất thấp, đồng cỏ nhiệt đới hoặc cận nhiệt đới vùng đất cao, đầm nước ngọt có nước theo mùa, và suối nước ngọt.